# 小行星9785
小行星9785（英語：9785 Senjikan）是一颗围绕太阳公转的小行星。1994年12月31日，小林隆男在大泉天文台发现了此天体。
这颗小行星的绝对星等为185.74402等。